# Odradna Balka, Berezivka
Odradna Balka (în ucraineană Одрадна Балка) este un sat în comuna Berezivka din raionul Berezivka, regiunea Odesa, Ucraina.

## Demografie
Componența lingvistică a localității Odradna Balka
     Ucraineană (84%)
     Română (12%)
     Rusă (4%)
Conform recensământului din 2001, majoritatea populației localității Odradna Balka era vorbitoare de ucraineană (84%), existând în minoritate și vorbitori de română (12%) și rusă (4%).